# Assim Como Ela
Assim Como Ela é um curta metragem brasileiro, produzido por Carlos Eduardo Valinoti e Flora Diegues, e dirigido por esta última.
Foi produzido no Rio de Janeiro em 2011, e foi reproduzido em vários festivais, tais como Brazilian Film Festival of Miami, Festival do Rio, Curta Cinema, Cine Fest Petrobras Brasil em Nova Iorque e Vancouver International Film Festival. 
Conta com Deborah Secco, Eduardo Rios, Luiza Yabrudi e Remo Trajano no elenco principal.

## Sinopse
América, uma famosa atriz brasileira, transforma sua crise existencial em um espetáculo assistido de perto por sua maior fã. 

## Elenco
| Ator              | Papel                               |
| ----------------- | ----------------------------------- |
| Deborah Secco     | América Müller                      |
| Eduardo Rios      | Paparazzo 2 (Participação especial) |
| Luiza Yabrudi     | Suzana                              |
| Remo Trajano      | Paparazzo 1 (Participação especial) |
| Eduardo Benevello | The Newsman                         |

## Ligações Externas
Assim Como Ela. no IMDb.